# Elecciones regionales de Tumbes de 2010
Las elecciones regionales de Tumbes de 2010 se llevaron a cabo el 3 de octubre de 2010 para elegir al presidente regional, al vicepresidente regional y al Consejo Regional para el periodo 2011-2015. La elección se celebró simultáneamente con elecciones regionales y municipales (provinciales y distritales) en todo el Perú. La segunda vuelta regional se llevó a cabo el 5 de diciembre de 2010.

## Sistema electoral
El Gobierno Regional de Tumbes es el órgano administrativo y de gobierno del departamento de Tumbes. Está compuesto por el presidente regional, el vicepresidente regional y el Consejo Regional.
La votación se realiza en base al sufragio universal, que comprende a todos los ciudadanos nacionales mayores de dieciocho años, empadronados y residentes en el departamento de Tumbes y en pleno goce de sus derechos políticos.
El presidente y vicepresidente regional son elegidos por sufragio directo. Para que un candidato sea proclamado ganador debe obtener no menos de 30 % de votos válidos. En caso ningún candidato logre ese porcentaje en la primera vuelta electoral, los dos candidatos más votados participan en una segunda vuelta o balotaje.
El Consejo Regional de Tumbes está compuesto por 7 consejeros elegidos por sufragio directo para un período de cuatro (4) años. La votación es por lista cerrada y bloqueada. Cada provincia del departamento de Tumbes constituye una circunscripción electoral. La votación es por lista cerrada y bloqueada. Se asigna a la lista ganadora los escaños según el método d'Hondt. La distribución y el número de consejeros regionales es la siguiente:
| Circunscripción       | Escaños | Mapa |
| --------------------- | ------- | ---- |
| Tumbes                | 4       |      |
| Zarumilla             | 2       |      |
| Contralmirante Villar | 1       |      |

## Composición del Consejo Regional de Tumbes
La siguiente tabla muestra la composición del Consejo Regional de Tumbes antes de las elecciones.
| Partidos | Partidos                                                | Consejeros |
| -------- | ------------------------------------------------------- | ---------- |
|          | Movimiento Independiente Regional FAENA                 | 5          |
|          | Reconstrucción con Obras mas Obras para un Tumbes Bello | 1          |
|          | Partido Aprista Peruano                                 | 1          |

## Partidos y candidatos
A continuación se muestra una lista de los principales partidos y alianzas electorales que participaron en las elecciones:
| Candidatura | Candidatura      | Partidos y alianzas                                                              | Candidatos | Candidatos                   | Ideología                                        | Resultado previo | Resultado previo | Ref. |
| Candidatura | Candidatura      | Partidos y alianzas                                                              | Candidatos | Candidatos                   | Ideología                                        | Votos (%)        | Con.             | Ref. |
| ----------- | ---------------- | -------------------------------------------------------------------------------- | ---------- | ---------------------------- | ------------------------------------------------ | ---------------- | ---------------- | ---- |
|             | FAENA            | Lista - Movimiento Independiente Regional FAENA (FAENA)                          |            | Wilmer Dios Benites          | Regionalismo tumbesino                           | 32.76%           | 5                |      |
|             | Reconst.         | Lista - Reconstrucción con Obras más Obras para un Tumbes Bello (Reconstrucción) |            | Otto Carrasco Zapata         | Regionalismo tumbesino                           | 31.46%           | 1                |      |
|             | APRA             | Lista - Partido Aprista Peruano (APRA)                                           |            | Carlos Calmet Noblecilla     | Aprismo                                          | 17.20%           | 1                |      |
|             | Tumbes Diferente | Lista - Hacia un Tumbes Diferente (Tumbes Diferente)                             |            | Luis Maza Chumacero          | Regionalismo tumbesino                           | 1.98%            | 0                |      |
|             | PP               | Lista - Perú Posible (PP)                                                        |            | Ernesto Quiroz Mannucci      | Socioliberalismo Democracia liberal Tercera vía  | 1.00%            | 0                |      |
|             | PNP              | Lista - Partido Nacionalista Peruano (PNP)                                       |            | Carlos Ricardi Godoy         | Socialismo democrático Nacionalismo de izquierda | 0.87%            | 0                |      |
|             | AP               | Lista - Acción Popular (AP)                                                      |            | Manuel Merino de Lama        | Humanismo Nacionalismo cívico Reformismo         | Nuevo            | Nuevo            |      |
|             | SU               | Lista - Siempre Unidos (SU)                                                      |            | Alfredo de la Serna Infantes | Partido atrapalotodo                             | Nuevo            | Nuevo            |      |
|             | FDP              | Lista - Fonavistas del Perú (FDP)                                                |            | Segismundo Cruces Ordinola   | Socialismo Nacionalismo de izquierda Ecologismo  | Nuevo            | Nuevo            |      |
|             | CH               | Lista - Todos por Tumbes (CH)                                                    |            | Exequiel Chiroque Paico      | Regionalismo tumbesino                           | Nuevo            | Nuevo            |      |
|             | FT2010           | Lista - Fuerza Tumbesina 2010 (FT2010)                                           |            | Napoleón Puño Lecarnarqué    | Regionalismo tumbesino                           | Nuevo            | Nuevo            |      |
|             | LxT              | Lista - Luchemos por Tumbes (LxT)                                                |            | Gerardo Viñas Dioses         | Regionalismo tumbesino                           | Nuevo            | Nuevo            |      |
|             | TR               | Lista - Tumbes Renace (TR)                                                       |            | José Oyola Estratti          | Regionalismo tumbesino                           | Nuevo            | Nuevo            |      |

## Sondeos de opinión
La siguiente tabla enumera las estimaciones de la intención de voto en orden cronológico inverso, mostrando las más recientes primero y utilizando las fechas en las que se realizó el trabajo de campo de la encuesta. Cuando se desconocen las fechas del trabajo de campo, se proporciona la fecha de publicación.
Leyenda:
     Sondeo realizado en el periodo de prohibición legal de la difusión de sondeos de intención de voto.

### Primera vuelta

#### Intención de voto
La siguiente tabla enumera las estimaciones ponderadas (sin incluir votos en blanco y nulos) de la intención de voto.
|                               |            |   |      |      |      |      |      |     |  |  |
| Elecciones regionales de 2010 | 3 oct 2010 | — | 18.5 | 16.1 | 15.5 | 14.1 | 13.1 | 2.4 |  |  |
|                               |            |   |      |      |      |      |      |     |  |  |
| Ipsos Apoyo/América           | 3 oct 2010 | ? | 17.2 | –    | –    | 16.6 | –    | 0.6 |  |  |

## Resultados

### Gobierno Regional de Tumbes
|                      | Gerardo Viñas Dioses         | Luchemos por Tumbes (LxT)                                                | 15,326  | 16.06 | 52,515  | 52.45 |  |  |
|                      | Wilmer Dios Benites          | Movimiento Independiente Regional FAENA (FAENA)                          | 17,674  | 18.52 | 47,614  | 47.55 |  |  |
|                      | Carlos Calmet Noblecilla     | Partido Aprista Peruano (APRA)                                           | 14,782  | 15.49 |         |       |  |  |
|                      | Segismundo Cruces Ordinola   | Fonavistas del Perú (FDP)                                                | 13,407  | 14.05 |         |       |  |  |
|                      | Otto Carrasco Zapata         | Reconstrucción con Obras Más Obras para un Tumbes Bello (Reconstrucción) | 12,494  | 13.09 |         |       |  |  |
|                      | Manuel Merino de Lama        | Acción Popular (AP)                                                      | 5,708   | 5.98  |         |       |  |  |
|                      | Napoleón Puño Lecarnarqué    | Fuerza Tumbesina 2010 (FT2010)                                           | 4,524   | 4.74  |         |       |  |  |
|                      | Carlos Ricardi Godoy         | Partido Nacionalista Peruano (PNP)                                       | 3,308   | 3.47  |         |       |  |  |
|                      | Luis Maza Chumacero          | Hacia un Tumbes Diferente (Tumbes Diferente)                             | 2,737   | 2.87  |         |       |  |  |
|                      | José Oyola Estratti          | Tumbes Renace (TR)                                                       | 2,033   | 2.13  |         |       |  |  |
|                      | Exequiel Chiroque Paico      | Todos por Tumbes (CH)                                                    | 1,363   | 1.43  |         |       |  |  |
|                      | Ernesto Quiroz Mannucci      | Perú Posible (PP)                                                        | 1,327   | 1.39  |         |       |  |  |
|                      | Alfredo de la Serna Infantes | Siempre Unidos (SU)                                                      | 739     | 0.77  |         |       |  |  |
|                      |                              |                                                                          |         |       |         |       |  |  |
| Total                | Total                        | Total                                                                    | 95,422  |       | 100,129 |       |  |  |
|                      |                              |                                                                          |         |       |         |       |  |  |
| Votos válidos        | Votos válidos                | Votos válidos                                                            | 95,422  | 80.73 | 100,129 | 90.23 |  |  |
| Votos en blanco      | Votos en blanco              | Votos en blanco                                                          | 13,578  | 11.49 | 1,209   | 1.09  |  |  |
| Votos nulos          | Votos nulos                  | Votos nulos                                                              | 9,205   | 7.79  | 9,636   | 8.68  |  |  |
| Votos emitidos       | Votos emitidos               | Votos emitidos                                                           | 118,205 | 87.13 | 110,974 | 81.80 |  |  |
| Abstenciones         | Abstenciones                 | Abstenciones                                                             | 17,458  | 12.87 | 24,689  | 18.20 |  |  |
| Votantes registrados | Votantes registrados         | Votantes registrados                                                     | 135,663 |       | 135,663 |       |  |  |
|                      |                              |                                                                          |         |       |         |       |  |  |
| Fuente:              |                              |                                                                          |         |       |         |       |  |  |

### Consejo Regional de Tumbes
|                        |                                                                          |              |              |              |         |         |  |  |
| Partidos y coaliciones | Partidos y coaliciones                                                   | Voto popular | Voto popular | Voto popular | Escaños | Escaños |  |  |
| Partidos y coaliciones | Partidos y coaliciones                                                   | Votos        | %            | ±pp          | Total   | +/−     |  |  |
|                        | Movimiento Independiente Regional FAENA (FAENA)                          | 13,572       | 15.71        | –17.05       | 1       | –4      |  |  |
|                        | Luchemos por Tumbes (LxT)                                                | 11,866       | 13.73        | Nuevo        | 1       | +1      |  |  |
|                        | Reconstrucción con Obras Más Obras para un Tumbes Bello (Reconstrucción) | 11,488       | 13.30        | –18.16       | 2       | +1      |  |  |
|                        | Partido Aprista Peruano (APRA)                                           | 10,410       | 12.05        | –5.15        | 1       | ±0      |  |  |
|                        | Fonavistas del Perú (FDP)                                                | 9,590        | 11.10        | Nuevo        | 1       | +1      |  |  |
|                        | Acción Popular (AP)                                                      | 5,018        | 5.81         | n/a          | 0       | ±0      |  |  |
|                        | Nueva Alternativa (NA)                                                   | 4,810        | 5.57         | +3.22        | 1       | +1      |  |  |
|                        | Fuerza Tumbesina 2010 (FT2010)                                           | 4,394        | 5.09         | Nuevo        | 0       | ±0      |  |  |
|                        | Partido Nacionalista Peruano (PNP)                                       | 4,147        | 4.80         | +3.93        | 0       | ±0      |  |  |
|                        | Hacia un Tumbes Diferente (Tumbes Diferente)                             | 3,560        | 4.12         | +2.14        | 0       | ±0      |  |  |
|                        | Tumbes Renace (TR)                                                       | 2,534        | 2.93         | Nuevo        | 0       | ±0      |  |  |
|                        | Todos por Tumbes (CH)                                                    | 2,272        | 2.63         | Nuevo        | 0       | ±0      |  |  |
|                        | Perú Posible (PP)                                                        | 1,961        | 2.27         | +1.27        | 0       | ±0      |  |  |
|                        | Siempre Unidos (SU)                                                      | 773          | 0.89         | Nuevo        | 0       | ±0      |  |  |
|                        |                                                                          |              |              |              |         |         |  |  |
| Total                  | Total                                                                    | 86,395       |              |              | 7       | ±0      |  |  |
|                        |                                                                          |              |              |              |         |         |  |  |
| Votos válidos          | Votos válidos                                                            | 86,395       | 73.09        | –18.67       |         |         |  |  |
| Votos en blanco        | Votos en blanco                                                          | 22,082       | 18.68        | +16.25       |         |         |  |  |
| Votos nulos            | Votos nulos                                                              | 9,728        | 8.23         | +2.42        |         |         |  |  |
| Votos emitidos         | Votos emitidos                                                           | 118,205      | 87.13        | –3.77        |         |         |  |  |
| Abstenciones           | Abstenciones                                                             | 17,458       | 12.87        | +3.77        |         |         |  |  |
| Votantes registrados   | Votantes registrados                                                     | 135,663      |              |              |         |         |  |  |
|                        |                                                                          |              |              |              |         |         |  |  |
| Fuente:                |                                                                          |              |              |              |         |         |  |  |

### Autoridades electas
| Cargo                                                    | Autoridad electa | Autoridad electa         | Partido político | Partido político                                        |
| -------------------------------------------------------- | ---------------- | ------------------------ | ---------------- | ------------------------------------------------------- |
| Presidente Regional de Tumbes                            |                  | Gerardo Viñas Dioses     |                  | Luchemos por Tumbes                                     |
| Vicepresidente Regional de Tumbes                        |                  | Orlando La Chira Pasache |                  | Luchemos por Tumbes                                     |
| Consejero Regional de Tumbes (por Contralmirante Villar) |                  | Gilberto Quispe Alemán   |                  | Nueva Alternativa                                       |
| Consejero Regional de Tumbes (por Tumbes)                |                  | Wilfredo Chinga Zeta     |                  | Movimiento Independiente Regional FAENA                 |
| Consejero Regional de Tumbes (por Tumbes)                |                  | Luis Castillo Rugel      |                  | Luchemos por Tumbes                                     |
| Consejero Regional de Tumbes (por Tumbes)                |                  | Marco Sayán Gianella     |                  | Partido Aprista Peruano                                 |
| Consejero Regional de Tumbes (por Tumbes)                |                  | Diego Alemán Ramírez     |                  | Reconstrucción con Obras mas Obras para un Tumbes Bello |
| Consejero Regional de Tumbes (por Zarumilla)             |                  | John Palacios Palacios   |                  | Fonavistas del Perú                                     |
| Consejera Regional de Tumbes (por Zarumilla)             |                  | María Saavedra de Rivera |                  | Reconstrucción con Obras mas Obras para un Tumbes Bello |